# Nemapogon nevadella
Nemapogon nevadella är en fjärilsart som beskrevs av Caradja 1920. Nemapogon nevadella ingår i släktet Nemapogon och familjen äkta malar.
Artens utbredningsområde är Spanien. Inga underarter finns listade i Catalogue of Life.